# Kasr al-Dżadi
Kasr al-Dżadi (arab. قصر الجدي, Qaşr al-Jadī) – miasto w północno-wschodniej Libii, w gminie Al-Butnan, w odległości 30 km na zachód od miasta Bardija i 90 km na wschód od Tobruku. W 2006 roku liczyło ok. 5,6 tys. mieszkańców.